# Enrique Benavent Vidal
Enrique Benavent Vidal (Cuatretonda, 25 de abril de 1959) es un eclesiástico, teólogo y profesor católico español, arzobispo de Valencia. Fue obispo auxiliar de Valencia, de 2004 a 2013 y obispo de Tortosa, de 2013 a 2022.

## Biografía
Enrique nació el 25 de abril de 1959, en el municipio valenciano de Cuatretonda.
Realizó sus estudios eclesiásticos en el Seminario Metropolitano de Valencia, asistiendo a las clases de la Facultad de Teología «San Vicente Ferrer», donde obtuvo la licenciatura en Teología, en 1986.
En 1993, obtuvo el doctorado en Teología por la Pontificia Universidad Gregoriana.

### Sacerdocio
Su ordenación sacerdotal fue el 8 de noviembre de 1982, en Valencia; a manos del papa Juan Pablo II; durante su primera visita apostólica a España.
Como sacerdote desempeñó los siguientes ministerios:
- Vicario coadjutor de San Roque y San Sebastián y profesor de religión en el Instituto de Alcoy (1982-1985).
- Formador en el Seminario Mayor de Moncada y profesor de síntesis teológica para diáconos (1985-1990).
- Delegado Episcopal para la Pastoral Vocacional (1993-1997).

- Profesor de Teología Dogmática en la Facultad de Teología San Vicente Ferrer (1993-2004) y en la Sección de Valencia del Pontificio Instituto Juan Pablo II para Estudios sobre el Matrimonio y la Familia (1994-2004).[4]
- Director del Colegio Mayor San Juan de Ribera de Burjasot (1999-2004).
- Vicedecano y director de la Sección Diocesana de la Facultad de Teología San Vicente Ferrer (2001-2004).
- Miembro del Consejo Presbiteral (2003-2004).[5]
- Decano-presidente de la Facultad de Teología San Vicente Ferrer.

### Obispo
Obispo auxiliar de Valencia
El 8 de noviembre de 2004, el papa Juan Pablo II lo nombró obispo titular de la Rotdon y obispo auxiliar de Valencia. Fue consagrado el 8 de enero de 2005, en la catedral de Valencia, a manos del arzobispo Agustín García-Gasco.
- Miembro de la Comisión Episcopal de Seminarios y Universidades en la CEE (2005-2017).
- Miembro de la Comisión Episcopal para la Doctrina de la Fe en la CEE (2008-2017).

Obispo de Tortosa
El 17 de mayo de 2013, el papa Francisco, lo promovió a la diócesis de Tortosa. Tomó posesión canónica el 13 de julio del mismo año, durante una celebración en la catedral de Tortosa.
- Presidente de la Comisión Episcopal para la Doctrina de la Fe en la CEE (2017-2024).
- Miembro de la Comisión Permanente en la CEE, desde marzo de 2017.
- Obispo responsable en el ámbito de las misiones en la CET (2014-2022).

Arzobispo de Valencia
El 10 de octubre de 2022, el papa Francisco lo nombró arzobispo de Valencia. Tomó posesión canónica el 10 de diciembre del mismo año, durante una ceremonia en la Catedral Basílica de Valencia.
El 29 de junio de 2023, en una ceremonia en la Basílica de San Pedro, recibió el palio arzobispal de manos del papa Francisco.  El 8 de octubre del mismo año, en una ceremonia en la Catedral Basílica de Valencia, recibió la imposición del palio arzobispal de manos del nuncio apostólico, Bernardito Auza.
- Miembro de la Comisión Ejecutiva de la Conferencia Episcopal Española, desde 2024.

## Escudos de armas
|        |
| Obispo |

|           |
| Arzobispo |

## Libros
- El Misterio Pascual en la teología reciente (2002).
- La Declaración Dominus Iesus, la carta Novo Millennio Ineunte y la cristología reciente (2003).
- El Jesús de Nazaret de Joseph Ratzinger-Benedicto XVI: cristología y lógica de la fe (2008).
- Teología y vida eclesial (2013).